# (74415) 1999 AR9
(74415) 1999 AR9 là một tiểu hành tinh nằm ở rìa ngoài của vành đai chính. Nó được phát hiện qua chương trình tiểu hành tinh Beijing Schmidt CCD ở trạm Xinglong ở tỉnh Hồ Bắc, Trung Quốc ngày 10 tháng 1 năm 1999.